# Quây Sơn
Il Quây Sơn (in vietnamita: Sông Quây Sơn, Sông Quế Sơn; chữ Nôm: 滝𡇸山, 滝桂山), noto in Cina con il nome di Guichun (归春河), è un fiume che scorre tra la provincia vietnamita di Cao Bang e la regione autonoma cinese di Guangxi. Il fiume nasce in Cina dalla catena montuosa di Chongshan (崇山峻岭; pinyin: Chóngshān jùnlǐng) nella città-contea di Jingxi.
Il suo percorso, che attraversa anche il confine sino-vietnamita, comprende le cascate di Bản Giốc.